# Ґурч
Ґурч (пол. Gurcz) — село в Польщі, у гміні Квідзин Квідзинського повіту Поморського воєводства.
Населення — 358 осіб (2011).
У 1975-1998 роках село належало до Ельблонзького воєводства.

## Демографія
Демографічна структура станом на 31 березня 2011 року:
|          | Загалом | Допрацездатний вік | Працездатний вік | Постпрацездатний вік |
| -------- | ------- | ------------------ | ---------------- | -------------------- |
| Чоловіки | 182     | 45                 | 122              | 15                   |
| Жінки    | 176     | 49                 | 94               | 33                   |
| Разом    | 358     | 94                 | 216              | 48                   |